# Andrea Gavrić
Andrea Gavrić (* 3. Dezember 2001 in München) ist eine in Deutschland geborene bosnische Fußballspielerin. Seit dem 7. Februar 2025 ist sie Vertragsspielerin des SFK 2000 Sarajevo.

## Karriere

### Vereine
Aus der Jugendabteilung des FC Stern München hervorgegangen, wechselte Gavrić in die Jugend des FC Bayern München und rückte zur Saison 2017/18 in die Zweite Mannschaft auf. In ihrer Premierensaison im Seniorinnenbereich bestritt sie vier Punktspiele in der Gruppe Süd. Ihr Debüt gab sie am 19. November 2017 (8. Spieltag) beim 2:0-Sieg im Auswärtsspiel gegen den 1. FFC 08 Niederkirchen mit Einwechslung für Ivana Slipčević in der 87. Minute. In der Folgesaison bestritt sie acht Punktspiele. 
Nach einer einjährigen Auszeit vom Fußballgeschehen kehrte sie zur Saison 2020/21 zum FC Bayern München zurück. Zu ihrem einzigen Bundesligaspiel kam sie am 27. März 2022 (18. Spieltag) beim 4:0-Sieg des FC Bayern München im Heimspiel gegen die SGS Essen mit Einwechslung für Giulia Gwinn in der 80. Minute.
Am 28. April 2022 gab der 1. FC Köln Gavrićs Verpflichtung zur Saison 2022/23 bekannt. Sie unterschrieb einen bis zum 30. Juni 2024 datierten Vertrag. Im vorletzten ihrer vier Saisonspiele gelang ihr am 7. Oktober 2023 (3. Spieltag) beim 4:1-Sieg im Heimspiel gegen den MSV Duisburg mit dem Treffer zum 3:0 in der 69. Minute ihr einziges Tor in der höchsten Spielklasse. Nachdem ihr in ihren vier Saisonspielen Nach dem letzten Saisonspiel am 20. Mai 2024 wurde sie gemeinsam mit anderen Mitspielerinnen vom Verein verabschiedet. Nach sieben Monate ohne Verein wurde sie vom SFK 2000 Sarajevo im Februar 2025 unter Vertrag genommen.

### Nationalmannschaft
Gavrić hat für die Nationalmannschaft Bosnien-Herzegowina sechs Länderspiele bestritten. Sie debütierte als Nationalspielerin am 4. September 2018 in Moskau bei der 0:3-Niederlage gegen die Nationalmannschaft Russlands im letzten Qualifikationsspiel der Gruppe 1 für die Weltmeisterschaft 2019 in Frankreich. Am 4. März 2019 bestritt sie das mit 0:1 verlorene Testspiel gegen die Nationalmannschaft der Ukraine gefolgt von zwei EM-Qualifikationsspielen am 17. und 20. September 2020 gegen die Nationalmannschaften Dänemarks und Italiens. 
Am 11. Juni 2021 gehörte sie der Mannschaft an, die das Testspiel gegen die Nationalmannschaft Bulgariens mit 1:0 gewann und am 17. Februar 2022 der, die das Testspiel gegen die Nationalmannschaft Serbiens mit 0:1 verlor.

## Erfolge
- Meister 2. Bundesliga 2019 (mit dem FC Bayern München)
- Deutscher B-Juniorinnen-Meister 2017 (mit dem FC Bayern München)